# خواكين دي بولوس ساديرال
خواكين دي بولوس إي ساديرا (بالإسبانية: Joaquín de Bolós y Saderra)، ولد في أولوت في 21 سبتمبر 1854. هو محامٍ، وناشر، ومؤرخ، وسياسي إسباني. شغل منصب عضو في مجلس بلدية برشلونة في عدة مناسبات. كان من أنصار الكارلية، واشتهر بكتاباته حول الحرب الكارلية الثالثة في كتالونيا، والمؤامرة التي سبقتها. وتوفي في برشلونة سنة 1937.

## السيرة الذاتية
ولد خواكين في عائلة بارزة؛ فكان ابنًا لخوسيه أوريول دي بولوس إي سانتالو وكارمن ساديرا إي هومس. وكان أحد إخوته، خايمي دي بولوس إي ساديرا (1852–1914)، صيدليًا وعالم نبات.
بدأ دراسة القانون، لكنه قطع دراسته لينضم طوعًا إلى جيش كارلوس السابع أثناء الحرب الكارلية الثالثة. في عام 1872، شرع في التآمر من منزله الريفي في مونتاغوت، وبحسب ما رواه لاحقًا، قرر مع مجموعة من الشبان الكارليين الانخراط في القتال "سأمًا من التآمر في المدينة وخشية السجن". وقد استضاف منزله في أولوت لعدة أسابيع الجنرال الكارلي الشهير رافائيل تريستاني.
بعد نهاية الحرب، استأنف دراسته الجامعية وأتمها عام 1880، ثم التحق بـنقابة المحامين في برشلونة. عُيّن قاضيًا احتياطيًا في منطقة المستشفى بمدينة برشلونة عام 1887، كما عمل أيضًا في تجارة الآلات والمعدات المعدنية.
نشط خواكين منذ وقت مبكر في الشبيبة الكاثوليكية منذ تأسيسها، وساهم في الصحيفة الكارلية إل كوريو كاتالان في مرحلتها الأولى إلى جانب لويس ماريا دي ياودير.
في عام 1900، شارك مع رامون جورديانا في صياغة مشروع نظام حكم ذاتي إقليمي لكتالونيا، وقدّما هذا المشروع إلى كارلوس السابع في مدينة البندقية (فينيسيا). ترأس خواكين الوفد الذي قام بتلك المهمة، كما نقل إلى الأمير رسالة من سالبادور سوليبا كان يتحدث فيها عن انتفاضة كارلية وشيكة.

## مجلس بلدية برشلونة
انتُخب عضوا لمجلس البلدية في برشلونة عن التيار الهايمي في الانتخابات البلدية لعام 1917، وأُعيد انتخابه في 1920. وقد عُرف داخل المجلس بمبادراته المتزنة، ما أكسبه احترام زملائه من مختلف الاتجاهات السياسية.
أسس خواكين جمعية تعاونية تُدعى "الخزينة المشتركة" (La Tesorería Mutual)، وهي منظمة تهدف إلى مكافحة الاستغلال الربوي الذي كانت تعاني منه الطبقة الوسطى، ونال بسبب هذه المبادرة تكريمًا عامًا عام 1918.
في سياق الانقسام الذي عرفه التيار التقليدي بين أنصار دون خايمي وخوان فاثكيث دي مييا، شارك خواكين في مارس 1919 في تأسيس لجنة العمل التقليدية في كتالونيا إلى جانب شخصيات أخرى من أبرزها: تيودورو دي ماس، فيديريكو إسكودا، خواكين دي سولاً موراليس، ورافائيل لا روسا.
رغم ولائه الطويل للتيار التقليدي، بدأت تظهر خلافات داخلية بينه وبين قيادة حزبه. ففي مطلع عام 1920، فكر في الاستقالة من منصبه كعضو مجلس البلدية، لكنه تراجع عنها استجابةً لمناشدات من مركز الدفاع الاجتماعي. ومع ذلك، وبعد نشره مقالاً بعنوان «الأزمة القاتلة لحزب»، دعا فيه إلى توحيد قوى اليمين، طٌرد في سبتمبر 1920 من الهيئة الإقليمية للاتحاد التقليدي (Comunión Tradicionalista)، وكذلك من مركز المحاربين القدامى الكارليين في كتالونيا. وقد اتهمه القادة الهايميون بعدم الولاء وبتشجيع النزعة التشاؤمية داخل الحركة، كما انتُقد سابقًا بسبب مشاركته في حفلات رسمية أقيمت على شرف الملك ألفونسو الثالث عشر.
واصل نشاطه السياسي، فشارك في يناير 1921، إلى جانب مستشارين آخرين (منهم البارون دي فيفر، أركاديو دي أركير، وفالنتين إغليسياس) في مقترح تهنئة لحاكم برشلونة مارتينيث أنيدو على جهوده في خدمة المدينة وكاتالونيا.
في أعقاب انقلاب 13 سبتمبر 1923، زار بولوس القائد العسكري لكاتالونيا، ميغيل بريمو دي ريفيرا. وبالرغم من خروجه من الهايمية الرسمية، بقي مرتبطًا بـالتيار الميلي (نسبة إلى فاثكيث دي مييا)، وشارك عام 1924 في تأسيس منظمة شباب العمل التقليدي في برشلونة.
عاد إلى منصبه كعضو مجلس البلدية بين 1929 و1930 خلال فترة ديكتاتورية بريمو دي ريفيرا.
إلى جانب عمله السياسي، كان خواكين ناشطًا في عدة هيئات اقتصادية ومجتمعية، فقد شغل عضوية مجلس إدارة هيئة تشجيع الإسكان منخفض التكلفة (Fomento de Casas Baratas)، وكان عضوًا في منظمة تشجيع العمل الوطني (Fomento del Trabajo Nacional)، وغرفة تجارة وصناعة وملاحة برشلونة، والجمعية الاقتصادية البارشلونية لأصدقاء الوطن (Sociedad Económica Barcelonesa de Amigos del País).

## ذكريات من الحرب الكارلية الثالثة
في يناير 1928، بدأ خواكين دي بولوس إي ساديرا التعاون مع صحيفة El Noticiero Universal من خلال سلسلة مقالات تناول فيها ذكرياته حول الكارلية، بأسلوب موضوعي ومحايد، عبّر فيه عن نفوره ورفضه لكل حرب أهلية، مؤكدًا على كراهيته للقتال بين الأشقاء.
غير أن هذه المبادرة قوبلت برد فعل عدائي من بعض عناصر الميليشيا الكارلية المسلحة "الركيتيه" (Requeté)، الذين وجهوا له تهديدات مباشرة فور نشر المقال الأول، مما أدى إلى توقف السلسلة بعد نشر مقالين فقط.
ورغم ذلك، وبتشجيع من أصدقائه، قرر خواكين في نهاية العام نفسه (1928) أن يُصدر هذه المقالات في كتاب موسّع بعنوان:
«الحرب الأهلية في كتالونيا (1872–1876)»، حيث استعرض فيه تجاربه الشخصية خلال الحرب الكارلية الثالثة في الإقليم.
وفي العام التالي، 1929، نشر عملاً آخر يتضمن مذكرات غير منشورة لجنرال كارلي حول المؤامرة التي سبقت اندلاع الحرب، وقد تعمّد في هذا الكتاب إخفاء بعض الأسماء حفاظًا على خصوصية الشخصيات أو لتجنب تبعات سياسية.

## الحرب الأهلية
خلال الحرب الأهلية الإسبانية، لجأ خواكين دي بولوس إي ساديرا إلى منزله الواقع في شارع خونكيراس رقم 15 بمدينة برشلونة، حيث كان يقيم مع ابنته ريمديوس، ووفّر فيه ملاذًا لصديقه الكاهن مانويل دي ألوس إي دو، وكذلك لأخيه خوسيه ماريا دي ألوس إي دو، وهما ابنا الأرستقراطي والصحفي الكارلي لويس فرناندو دي ألوس إي مارتين.
في 3 نوفمبر 1936، اقتيد خواكين ومن معه إلى مركز الشرطة في شارع أنشا، ثم نُقلوا جميعًا إلى تشيكا (سجن سري) سان إلياس، أحد مراكز الاعتقال والتعذيب التي أنشأتها الميليشيات الثورية أثناء الحرب.
بعد أيام، أٌفرج عن خواكين دي بولوس، الذي كان حينها يعاني مرضًا شديدًا، وكذلك عن ابنته ريمديوس. إلا أن حالته الصحية لم تتحسن، وتوفي بعد أسابيع قليلة من إطلاق سراحه.
أما الكاهنان مانويل وخوسيه ماريا دي ألوس إي دو، فقد تعرضا للتعذيب في التشِيكا، ثم أُعدما رميًا بالرصاص بعد عشرة أيام، في مقبرة مونكادا إي رييشاخ، شمال برشلونة.

## نسله
تزوّج خواكين دي بولوس إي ساديرا من دولوريس بوش دي ماتس، ورُزق منها بأربعة أبناء: خافيير، ريميديوس، رامون ماريا، وكارمن. كان ابنه رامون ماريا دي بولوس إي بوش كاهنًا يسوعيًا، وقد توفي في عام 1934. وفي العام نفسه، قام خواكين بنشر مجموعة شعرية لابنه الراحل، كتبها بالإسبانية والكاتالانية، وذلك على سبيل التكريم بعد وفاته.
من أحفاده، برز إغناسيو دي بولوس دي ألميير (†2011)، الذي عمل محاميًا مختصًا في القضايا القضائية، وشغل منصب عمدة بالنيابة لبلدية سانتا كولوما دي فارنيرس في عام 1963.

## أعماله
- الحرب الاهلية في كاتالونيا
- الكارلية في كاتالونيا